# Martin Schwendler
Martin Schwendler (* 19. September 1919 in Halle (Saale)) war von 1931 bis 1948 Fußballspieler hauptsächlich in Ostdeutschland und danach in der DDR Fußballtrainer.
Schwendler begann 1931 als Torhüter bei Askania in Ballenstedt. Als er 1937 zum LSV in Halberstadt wechselte, war er bereits zum Abwehrspieler umfunktioniert worden. Bis 1939 spielte er noch beim LSV in Celle und beim LSV im Wittinger Ortsteil Lüben. Nach dem Krieg fing er zunächst bei der Sportgemeinschaft im thüringischen Neumark neu an, 1947 wurde er Spielertrainer der BSG Aktivist Geiseltal. Dort beendete er 1948 seine Laufbahn als aktiver Fußballspieler.
Noch bis 1951 übte er die Funktion des Trainers in Geiseltal aus, danach wurde er für die Saison 1952/53 Trainer bei der BSG Aktivist Bleicherode. Mit dieser Mannschaft wurde er erster Bezirksmeister in der neu eingerichteten Bezirksliga Erfurt. 1954 wurde er bei der zentralen Sportvereinigung Aktivist als Cheftrainer angestellt und absolvierte einen zehnmonatigen Trainerlehrgang an der Leipziger Sporthochschule DHfK. In den Spielzeiten 1955 und 1956 übernahm Schwendler das Traineramt beim Oberligisten SC Aktivist Brieske-Senftenberg. 1956 wurde er mit seiner Mannschaft Vizemeister der DDR hinter dem SC Wismut Karl-Marx-Stadt. 1957 verließ Schwendler den SC Aktivist und wurde Trainer bei Motor Eisenach in der drittklassigen II. DDR-Liga, wo er während seiner vierjährigen Tätigkeit in der Saison 1958 mit Platz 2 das beste Ergebnis erzielte. Von 1961 bis 1963 war Schwendler wieder Cheftrainer in der DDR-Oberliga beim SC Rotation Leipzig. Von 1963 bis 1966 trainierte er den Oberligisten Lok Stendal. Mit dieser Mannschaft erreichte seinen größten persönlichen Erfolg mit dem Einzug in das Finale des DDR-Fußballpokals. Die Stendaler verloren nur knapp mit 0:1 gegen Chemie Leipzig. 1966 wurde er Nachfolger von Helmut Nordhaus beim Oberligaabsteiger FC Rot-Weiß Erfurt. Er führte den Klub sofort wieder zurück in die Oberliga und erreichte bis zum Ende seiner Amtszeit bei den Rot-Weißen im Jahr 1970 stets einen sicheren Mittelfeldplatz. Sein Nachfolger auf dem Posten des Cheftrainers von Erfurt wurde der bis dahin als Co-Trainer eingesetzte Gerhard Bäßler. Zum Abschluss seiner Trainerlaufbahn war Schwendler von 1970 bis 1975 nochmals Trainer bei der BSG Motor Eisenach, die er 1973 für ein Jahr in die zweitklassige DDR-Liga führte.
| Personendaten    | Personendaten            |
| ---------------- | ------------------------ |
| NAME             | Schwendler, Martin       |
| KURZBESCHREIBUNG | deutscher Fußballspieler |
| GEBURTSDATUM     | 19. September 1919       |
| GEBURTSORT       | Halle (Saale)            |